# Lamborghini Jalpa
Lamborghini Jalpa – samochód sportowy produkowany przez włoską markę Lamborghini w latach 1981 - 1988. 

## Historia i opis modelu

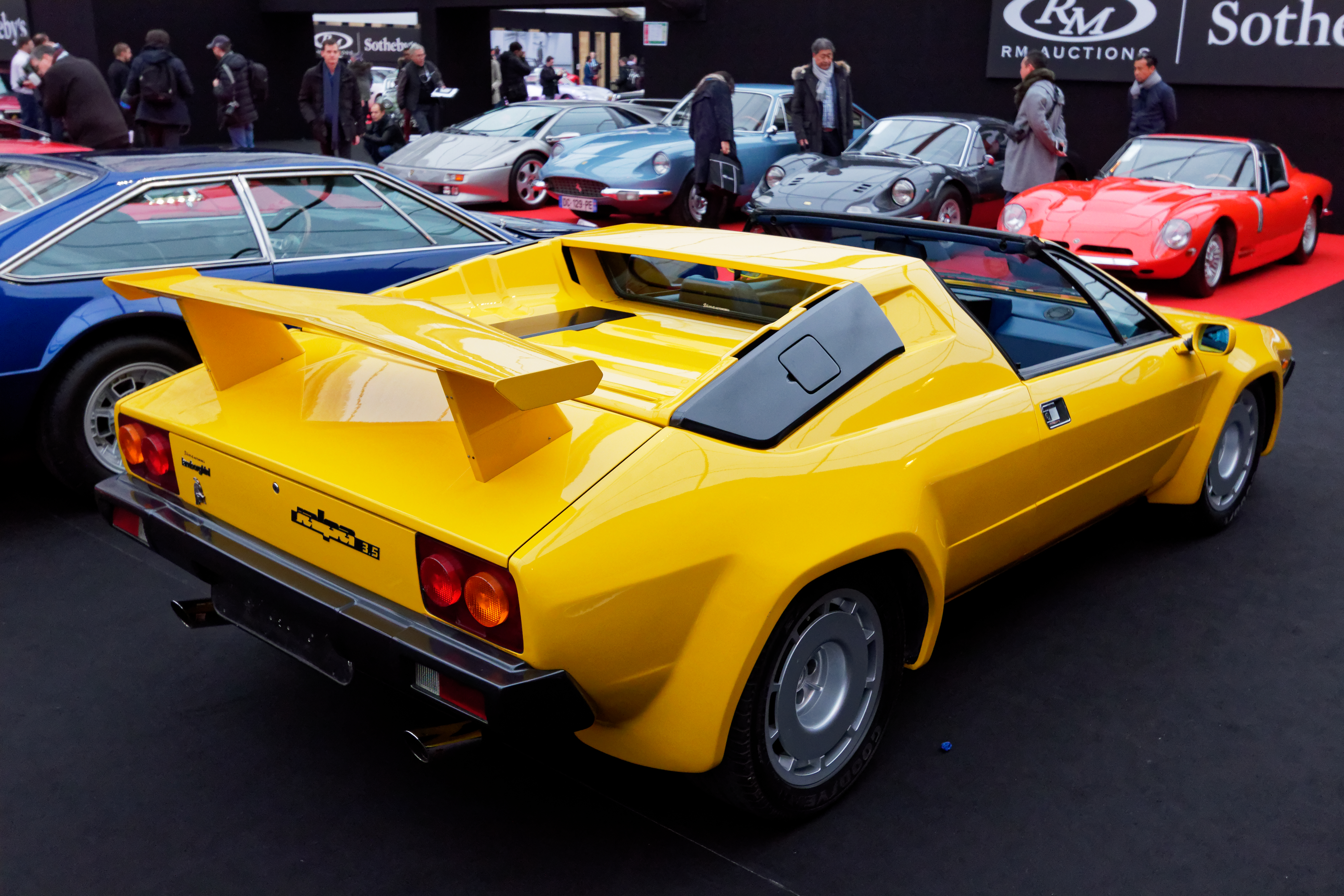
Lamborghini Jalpa - tył

Model Jalpa jest ewolucją produkowanego wcześniej Silhouette, był samochodem dość udanym, sprzedano 419 sztuk. Jalpa miał być samochodem bardziej dostępnym dla przeciętnego człowieka, tańszym od modelu Countach, modeli takich brakowało w ofercie Lamborghini. Zamiast motoru V12 znanego z innych modeli Lamborghini zastosowano poprzecznie umocowany silnik V8 o pojemności 3,5 litra rozwijający moc 255 koni mechanicznych. Prędkość maksymalna wynosi 246 km/h. Samochód waży 1507 kg. Nadwozie zostało zbudowane i zaprojektowane przez Bertone.
Nazwa Jalpa pochodzi od słynnej rasy walczących byków. Ferrucio Lamborghini lubował się w walkach byków, był również zodiakalnym bykiem, dlatego większość nazw modeli Lamborghini  pochodzi od walczących byków.
W porównaniu do modelu Countach, Jalpa znacznie łatwiej się prowadzi, charakteryzuje się
lepszą widocznością z wnętrza pojazdu, łatwiej ją opanować przy dużym ruchu ulicznym i przy niskich prędkościach. W nocy przeszkadzają rozproszone po wnętrzu odbicia światła.
Początkowo plastikowe elementy nadwozia (zderzaki, wloty powietrza) były czarne, samochód wyposażano również w prostokątne lampy tylne z modelu Silhouette. Jednakże w roku 1984 zaczęto malować plastikowe części pod kolor nadwozia oraz zaczęto montować okrągłe tylne lampy.
W 1988 roku po spadku cen, nowy właściciel spółki, Chrysler, zadecydował o końcu produkcji modelu Jalpa.